# Asano Nagaakira
Asano Nagaakira (浅野長晟; 1586 – 1632) è stato un samurai giapponese del primo Periodo Edo che servì come daimyō nell'han di Wakayama, e fu in seguito trasferito all'han di Hiroshima.

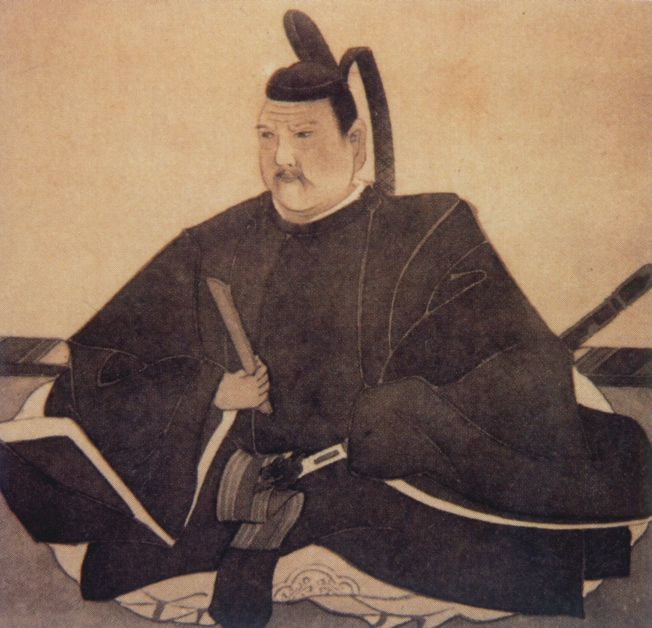
Asano Nagaakira.

Nato con il nome di Asano Iwamatsu, era il figlio di Asano Nagamasa, un vassallo di Toyotomi Hideyoshi. Nel 1594, Nagaakira fu a sua volta fatto vassallo di Toyotomi Hideyoshi, e fu stipendiato con 3.000 koku. Seguendo Tokugawa Ieyasu sei anni dopo nella Battaglia di Sekigahara, fu premiato con i 24.000 koku dell'han di Ashimori. Essendo suo fratello Yukinaga morto senza lasciare eredi nel 1613, Nagaakira gli succedette, diventando daimyō dell'han di Wakayama. Nell'assedio di Ōsaka, comandò una parte dell'armata di Tokugawa Ieyasu. Nell'estate del 1615, l'armata occidentale di Toyotomi Hideyori si mosse per attaccare il castello di Asano a Wakayama. Nonostante la maggior parte delle forze di Asano fossero ad Osaka, le guarnigioni rimaste sconfissero i guerrieri dell'armata occidentale, ed Asano poté così condurre i propri uomini contro il nemico nella Battaglia di Kashii.
Asano combatté anche nella Battaglia di Tennoji, la battaglia decisiva dell'assedio di Osaka, dove comandò la guardia posteriore di Tokugawa. Nel 1619, gli fu garantito il feudo di Hiroshima, nella provincia di Aki, che sarebbe così diventata la casa della famiglia Asano per molte generazioni. Nel 1620, per suo ordine, iniziarono i lavori di costruzione del giardino Shukkei-en a Hiroshima.